# John C. Davies II
John Clay Davies II (1 de mayo de 1920 - 17 de junio de 2002) fue un empresario y político estadounidense que cumplió un mandato como representante demócrata de los Estados Unidos por Nueva York, cumpliendo un solo mandato entre 1949 y 1951.

## Biografía
Nacido en Albany, era nieto de John Clay Davies, quien se desempeñó como Fiscal General de Nueva York . Davies, el mayor de dos hermanos, se graduó de la Camden High School y asistió a la Universidad de Alabama en Tuscaloosa y al Hamilton College (en Clinton, Nueva York ).
Fue editor del Camden Chronicle en 1940 y 1941, y mantuvo oficinas de relaciones públicas en Albany de 1941 a 1943. Trabajó en el departamento de relaciones públicas de Westinghouse Electric Corp. en la ciudad de Nueva York de 1943 a 1946, y fue vicepresidente de Earle Ferris Co. Inc., en la ciudad de Nueva York de 1946 a 1948. De 1948 a 1953 fue socio de una empresa de relaciones públicas en Utica, Nueva York .

### Congreso
Davies fue elegido como demócrata para el 81º Congreso . Ganó una elección reñida por sólo 138 votos y cumplió un mandato, del 3 de enero de 1949 al 3 de enero de 1951. Fue candidato sin éxito a la reelección al 82º Congreso en 1950.

### Carrera posterior y muerte
Después de dejar el Congreso, Davies se desempeñó como secretario adjunto del condado de Oneida . 
Posteriormente fue escritor y ejecutivo de relaciones públicas en San Juan, Puerto Rico, donde falleció el 17 de junio de 2002.